# Löytänä (sjö i Viitasaari, Mellersta Finland, Finland)
Löytänä eller Iso Löytänäjärvi är en sjö i Finland. Den ligger i kommunen Viitasaari i landskapet Mellersta Finland, i den centrala delen av landet, 300 km norr om huvudstaden Helsingfors. Löytänä ligger 116,9 meter över havet. Den är 11 meter djup. Arean är 6,47 kvadratkilometer och strandlinjen är 24,14 kilometer lång. Sjön  ingår i Kymmene älvs huvudavrinningsområde.   I omgivningarna runt Löytänä växer i huvudsak blandskog. Den sträcker sig 6,9 kilometer i nord-sydlig riktning, och 2,5 kilometer i öst-västlig riktning.
I övrigt finns följande i Löytänä:
- Ruuskansaari (en ö)
- Tervosaari (en ö)